# République démocratique du Congo aux Jeux olympiques d'été de 2012
La République démocratique du Congo en Afrique participe aux Jeux olympiques d'été de 2012 à Londres au Royaume-Uni du 27 juillet au 12 août de cette même année, pour sa 9e participation à des Jeux d'été.

## Athlétisme
Les athlètes de ladite République démocratique du Congo (RdC) ont jusqu'ici atteint les minima de qualification dans les épreuves d'athlétisme suivantes (pour chaque épreuve un pays peut engager trois athlètes, à condition qu'ils aient réussi chacun les minima A de qualification, un seul athlète par nation est inscrit sur la liste de départ si seuls les minima B sont réussis), :
Hommes
Courses
| Athlète             | Épreuve  | Séries   | Séries | Quarts de finale | Quarts de finale | Demi-finales | Demi-finales | Finale   | Finale |
| Athlète             | Épreuve  | Résultat | Rang   | Résultat         | Rang             | Résultat     | Rang         | Résultat | Rang   |
| ------------------- | -------- | -------- | ------ | ---------------- | ---------------- | ------------ | ------------ | -------- | ------ |
| Zatara Mande Ilunga | Marathon | NC       | NC     | NC               | NC               | NC           | NC           | DNF      | -      |

Femmes
Courses
| Chancel Ilunga Sankuru | 1 500 m | 5:05.25 | 44e | NC | NC | NC | NC | NC | NC |

## Boxe
Hommes
| Athlète     | Compétition          | 1/8 de finale                           | Quarts de finale    | Demi-finales        | Finale              |
| Athlète     | Compétition          | Adversaire Résultat                     | Adversaire Résultat | Adversaire Résultat | Adversaire Résultat |
| ----------- | -------------------- | --------------------------------------- | ------------------- | ------------------- | ------------------- |
| Meji Mwanba | Super-lourd (+91 kg) | Magomedrasul Majidov Arrêt de l'arbitre | –                   | –                   | –                   |

## Judo
| Athlète         | Compétition    | 1/16 de finale             | 1/8 de finale       | Quarts de finale    | Demi-finales        | Repêchage 1         | Repêchage 2         | Finale              | Finale |
| Athlète         | Compétition    | Adversaire Résultat        | Adversaire Résultat | Adversaire Résultat | Adversaire Résultat | Adversaire Résultat | Adversaire Résultat | Adversaire Résultat | Rang   |
| --------------- | -------------- | -------------------------- | ------------------- | ------------------- | ------------------- | ------------------- | ------------------- | ------------------- | ------ |
| Cedric Mandembo | Plus de 100 kg | Aleksandr Mikhailine 0-100 | -                   | -                   | -                   | -                   | -                   | -                   | -      |